# Campeonato de España de Atletismo 2021
El CI Campeonato de España de Atletismo, se disputó los días 25, 26 y 27 de junio de 2021 en el Polideportivo Juan de la Cierva de Getafe (Madrid).
Pese al progresivo levantamiento de restricciones debidas a la pandemia de COVID-19, el campeonato se realizó todavía sin asistencia de público.
Junto a las pruebas habituales del programa, se celebraron los campeonatos de España de relevos por clubes (4×100 y 4×400)  y de pruebas combinadas (decatlón y heptatlón).

## Resultados

### Hombres
| Prueba                          | | | |
| ------------------------------- | --- | --- | --- |
| 100 m (viento: -1.4 m/s)        | Sergio López Atletismo Alcantarilla 10.37 (10.35 w sf)                                                               | Alberto Calero Playas de Castellón 10.37 (10.31 sf)                                                                     | Álvaro de las Heras UCAM Cartagena 10.43 (10.36 sf)                                                                    |
| 200 m (viento: -1.8 m/s)        | Jesús Gómez Nerja Atletismo 20.86                                                                                    | Pol Retamal F.C. Barcelona 20.97                                                                                        | Daniel Rodríguez Playas de Castellón 20.98                                                                             |
| 400 m                           | Óscar Husillos C.A. Adidas 45.37                                                                                     | Bernat Erta New Balance Team 45.69                                                                                      | Javier Sánchez Nerja Atletismo 45.96                                                                                   |
| 800 m                           | Adrián Ben F.C. Barcelona 1:47.07                                                                                    | Saúl Ordóñez New Balance Team 1:47.14                                                                                   | Pablo Sánchez-Valladares F.C. Barcelona 1:47.33                                                                        |
| 1500 m                          | Adel Mechaal New Balance Team 3:46.53                                                                                | Ignacio Fontes Nike Running 3:46.64                                                                                     | Mario García Independiente 3:46.78                                                                                     |
| 5000 m                          | Carlos Mayo C.A. Adidas 14:07.01                                                                                     | Mohamed Katir Playas de Castellón 14:08.53                                                                              | Abdessamad Oukhelfen Nike Running 14:09.68                                                                             |
| 110 m vallas (viento: -2.0 m/s) | Orlando Ortega C.A. Adidas 13.30                                                                                     | Asier Martínez Pamplona Atlético 13.31                                                                                  | Yidiel I. Contreras Playas de Castellón 13.83                                                                          |
| 400 m vallas                    | Sergio Fernández New Balance Team 49.55                                                                              | Mark Ujakpor Playas de Castellón 50.07                                                                                  | Jesús D. Delgado Tenerife CajaCanarias 50.12                                                                           |
| 3000 m obstáculos               | Sebastián Martos F.C. Barcelona 8:31.79                                                                              | Ibrahim Ezzaydouni F.C. Barcelona 8:33.85                                                                               | Víctor Ruiz Playas de Castellón 8:35.88                                                                                |
| 10 000 m marcha                 | Álvaro Martín C.A.P.EX 39:35.58                                                                                      | Miguel Á. López UCAM Murcia 39:55.86                                                                                    | Diego García A.D. Marathon 40:37.78                                                                                    |
| Salto de altura                 | Xesc Tresens F.C. Barcelona 2,16 1,97o/2,02o/2,07o/2,11xo/ 2,14xxo/2,16xxo/2,18xxx                                   | Juan I. López C.A. Fent Camí 2,14 1,97o/2,02o/2,07o/ 2,11o/2,14o/2,16xxx                                                | Eduard Fábregas At. Intec-Zoiti 2,14 1,97o/2,02o/2,07xo/ 2,11xo/2,14xxo/2,16xxx                                        |
| Salto con pértiga               | Didac Salas F.C. Barcelona 5,60 5,15o/5,35o/5,50o/ 5,60xxo/5,65x--                                                   | Adrián Vallés Pamplona Atlético 5,50 5,25o/5,35o/5,45o/ 5,50o/5,60xxx                                                   | Isidro Leyva Nerja Atletismo 5,45 5,15o/5,25o/5,35o/ 5,45xo/5,50xx-/5,55x                                              |
| Salto de longitud               | Eusebio Cáceres Independiente 8,03 x/8,03(+0.2)/x/ x/x/x                                                             | Héctor Santos F.C. Barcelona 7,85 7,62(+0.6)/7,78(-0.4)/6,65(+0.3)/ 7,79(0.0)/7,73(+0.9)/7,85(-1.1)                     | Jean Marie Okutu F.C. Barcelona 7,74 x/x/7,30(-0.5)/7,66(+0.7)/ 7,74(-1.3)/7,58(+0.1)                                  |
| Triple salto                    | Pablo Torrijos Playas de Castellón 16,88 15,58(+0.1)/16,83(+1.7)/16,88(0.0)/ 16,37(+0.6)/14,57(-1.0)/16,51(+1.3)     | Marcos Ruiz Playas de Castellón 16,23 x/x/15,74(-0.8)/ x/16,23(+0.5)/x                                                  | Sergio Solanas A.D. Marathon 16,15 15,97(+0.5)/16,02(+0.2)/15,95(-0.4)/ 16,09(+0.2)/-/16,15(+1.6)                      |
| Lanzamiento de peso             | Carlos Tobalina F.C. Barcelona 19,89 18,55/19,56/19,62/ x/19,89/x                                                    | Borja Vivas At. Málaga 18,95 18,65/18,37/18,68/ 18,94/18,68/18,95                                                       | José Á. Pinedo C.A. Fent Camí 18,43 18,43/18,18/18,09/ x/18,35/18,38                                                   |
| Lanzamiento de disco            | Lois M. Martínez Playas de Castellón 61,68 53,37/57,15/x/ x/61,68/58,74                                              | Yasiel B. Sotero Tenerife CajaCanarias 60,02 55,38/54,00/x/ 58,16/x/60,02                                               | José L. Hernández F.C. Barcelona 57,91 57,71/x/55,87/ 57,91/56,61/57,33                                                |
| Lanzamiento de martillo         | Javier Cienfuegos Playas de Castellón 76,01 72,83/76,01/75,83/ 75,62/x/x                                             | Pedro J. Martín F.C. Barcelona 71,94 x/67,63/71,94/ x/69,98/x                                                           | Alberto González Unicaja Jaén 69,79 63,25/x/67,98/ 67,96/69,79/x                                                       |
| Lanzamiento de jabalina         | Odei Jainaga Real Sociedad 79,54 75,40/77,06/74,09/ 79,54/75,84/76,25                                                | Manu Quijera Pamplona Atlético 77,96 x/74,14/75,13/ 77,96/x/74,56                                                       | Nicolás Quijera Pamplona Atlético 74,16 74,16/71.46/x/ 70,07/x/x                                                       |
| Decatlón                        | Jorge Ureña Playas de Castellón 8.073 10.80(-0.1)/7,43(-0.4)/14,47/1,97/49.03// 14.37(-0.1)/38,52/4,80/61,10/4:38.28 | Pablo Trescolí Playas de Castellón 7.665 11.10(-0.1)/6,94(-0.3)/13,55/1,85/49.30// 14.37(-0.1)/44,21/4,60/55,46/4:41.25 | Mario Arancón Atletismo Numantino 7.347 11.10(+1.0)/6,96(+1.0)/14,28/1,88/51.43// 14.95(+0.3)/42,24/4,20/51,01/4:41.46 |
| Relevos 4 × 100 m               | C.A. Fent Camí Pablo Puchol Álex Kingue Álvaro Plaza Maximilian Entholzner 40.15                                     | Pamplona Atlético Ander Iriarte Pedro Cobo Adei Larraz Jorge Illarramendi 40.66                                         | Real Sociedad John Cabang Aimar Arreitunandia Alberto Muñoz Ibai Fernández 41.07                                       |
| Relevos 4 × 400 m               | Go Fit Athletics Adrián Parra Ignacio Sáez Julio Arenas Gerson Pozo 3:08.50                                          | Real Sociedad Adrián Rocandio Javier Mariscal Asier Fernández Itoitz Rodríguez 3:09.03                                  | C.A.P.EX Tijan Keita Andrés Cortés David Barroso Gonzalo Alba 3:11.73                                                  |

### Mujeres
| Prueba                          | |                                                                                              | |
| ------------------------------- | --- | -------------------------------------------------------------------------------------------- | --- |
| 100 m (viento: -0.6 m/s)        | Mª Isabel Pérez Valencia C.A. 11.29                                                                  | Paula Sevilla Playas de Castellón 11.42 (11.35 sf)                                           | Aitana Rodrigo At. San Sebastián 11.57 (11.49 sf)                                                                                             |
| 200 m (viento: +0.5 m/s)        | María Vicente Nike Running 23.03                                                                     | Jaël Bestué F.C. Barcelona 23.23                                                             | Paula Sevilla Playas de Castellón 23.59 |
| 400 m                           | Laura Bueno Valencia C.A. 52.02                                                                      | Aauri L. Bokesa F.C. Barcelona 52.29                                                         | Andrea Jiménez Playas de Castellón 53.10 |
| 800 m                           | Natalia Romero Unicaja Jaén 2:02.26                                                                  | Daniela García Playas de Castellón 2:05.51                                                   | Marina Martínez C.A. Laietania 2:05.87 |
| 1500 m                          | Esther Guerrero New Balance Team 4:22.82                                                             | Marta Pérez C.A. Adidas 4:23.90                                                              | Solange A. Pereira Valencia C.A. 4:25.42 |
| 5000 m                          | Beatriz Álvarez Valencia C.A. 16:46.13                                                               | Lucía Rodríguez Nike Running 16:48.19                                                        | Celia Antón C.A. Adidas 16:48.57 |
| 100 m vallas (viento: -2.1 m/s) | Teresa Errandonea Super Amara BAT 13.07                                                              | Xènia Benach Scorpio 71 13.33                                                                | Aitana Radsma Playas de Castellón 13.55 |
| 400 m vallas                    | Sara Gallego L'Hospitalet At. 56.23                                                                  | Carla García Playas de Castellón 57.07                                                       | Nerea Bermejo Pamplona Atlético 57.32 |
| 3000 m obstáculos               | Irene Sánchez-Escribano C.A. Adidas 9:33.62                                                          | Carolina Robles F.C. Barcelona 9:35.81                                                       | Blanca Fernández F.C. Barcelona 9:50.55 |
| 10 000 m marcha                 | María Pérez Valencia C.A. 43:42.04                                                                   | Raquel González F.C. Barcelona 44:28.85                                                      | Laura García-Caro At. Ciudad de Lepe 44:49.31                                                                                                 |
| Salto de altura                 | Nora Tobar Txindoki A.T. 1,80 1,63o/1,68o/1,73o/1,77xo/ 1,80o/1,82xxx/des 1,78                       | Una Stancev Nerja Atletismo 1,80 1,630/1,68o/1,77xo/ 1,80o/1,82xxx/des x                     | Gabriela Sanz Zaragoza Atletismo 1,77 1,63o/1,68o/1,73o/1,77o/1,80xxx Izaskun Turrillas Pamplona Atlético 1,77 1,63o/1,68o/1,73o/1,77o/1,80xx |
| Salto con pértiga               | Maialen Axpe At. San Sebastián 4,37 4,05o/4,20xo/4,32o/4,37o/ 4,42xxx/des 4,22                       | Andrea San José F.C. Barcelona 4,37 4,20o/4,32x-/4,37o/ 4,42xxx/des x                        | Malen Ruiz de Azua Valencia C.A. 4,37 4,05o/4,20xxo/4,32o/ 4,37o/4,42xxx                                                                      |
| Salto de longitud               | Leticia Gil Playas de Castellón 6,69 6,21(+0.4)/5,92(+0.4)/6,25(0.0)/ x/6,45(-3.0)/6,69(-0.1)        | Fátima Diame Valencia C.A. 6,68 x/5,36(-0.8)/6,68(-0.7)/ 6,50(-1.5)/x/6,61(+0.4)             | Tessy Ebosele Real Sociedad 6,61 6,42(-0.3)/6,55(-0.4)/4,46(-0.3)/ 6,50(-1.3)/6,59(+0.5)/6,61(+1.9)                                           |
| Triple salto                    | Ana Peleteiro C.A. Adidas 14,61 14,35(-0.1)/x/14,50(+2.2)/ 14,25(+0.3)/14,36(0.0)/14,61(-0.8)        | Patricia Sarrapio Playas de Castellón 13,87 w 13,87(+2.6)/x/x/ x/13,48(-0.9)/x               | Tessy Ebosele Real Sociedad 13,36 w 13,12(-0.1)/11,27(+1.1)/13,20(+0.9)/ 13,09(+2.4)/13,36(+3.2)/x                                            |
| Lanzamiento de peso             | Belén Toimil Playas de Castellón 18,52 18,52/x/x/ 17,05/x/17,86                                      | Úrsula Ruiz Valencia C.A. 16,31 x/14,34/16,31/ x/x/x                                         | Judit Prats A.A. Catalunya 14,42 13,05/14,03/14,29/ x/14,42/13,99                                                                             |
| Lanzamiento de disco            | June Kintana Pamplona Atlético 54,12 49,78/53,85/48,76/ 49,26/54,12/53,51                            | Andrea Alarcón A.A. Catalunya 52,69 x/50,76/x/ 52,06/52,69/52,64                             | Emma García Tenerife CajaCanarias 49,74 42,67/43,00/40,17/ 44,72/x/49,74                                                                      |
| Lanzamiento de martillo         | Laura Redondo F.C. Barcelona 69,96 69,69/67,11/67,75/ 67,12/x/69,96                                  | Berta Castells Valencia C.A. 65,44 x/63,04/x/ x/62,19/65,44                                  | Osarumen Odeh Playas de Castellón 63,90 61,03/63,55/63,90/ x/x/61,72                                                                          |
| Lanzamiento de jabalina         | Arantza Moreno F.C. Barcelona 57,78 54,65/x/x/ 52,60/56,37/57,78                                     | Claudia Conte Playas de Castellón 49,89 45,79/44,32/45,87/ 44,80/46,40/49,89                 | Cármen Sánchez Unicaja Jaén 47.81 47,81/x/x/ x/x/x                                                                                            |
| Heptatlón                       | Carmen Ramos Playas de Castellón 5.659 14.06(+0.2)/1,72/12,59/25.84(-1.0)// 5,69(+0.1)/44,30/2:17.01 | Andrea Medina Scorpio 71 5.391 14.69(+0.2)/1,72/12,19/25.84(-1.0)// 5,54(+0.6)/38,74/2:24.55 | Sofía Cosculluela A.D. Marathon 5.340 14.19(+0.2)/1,60/11,54/24.51(-1.0)// 5,53(+1.0)/38,45/2:26.15                                           |
| Relevos 4 × 100 m               | F.C. Barcelona Alba Borrero Jaël Bestué Eva Santidrián Cristina Lara 44.01                           | Playas de Castellón Ona Rossell Bianca Acosta Paula Sevilla Esther Navero 44.55              | Pamplona Atlético Laila Lacuey Nerea Bermejo Iratxe Sarasola Martina Wiafe 44.92                                                              |
| Relevos 4 × 400 m               | Scorpio 71 Mª Nieves Mayo Laura Fernández Laura Cortés Ruth Peña 3:42.87                             | F.C. Barcelona Ghaita El Jarraz Lucía Pinacchio Geena Stephens Laura Hernández 3:43.16       | Playas de Castellón Herminia Parra Carla García Lorena Martín Daniela García 3:43.24                                                          |

## Récords batidos
| Tipo                        | Sexo    | Prueba               | Marca        | Atleta                                                | Club                |
| --------------------------- | ------- | -------------------- | ------------ | ----------------------------------------------------- | ------------------- |
| Récord de los Campeonatos   | Mujeres | 100 m                | 11.29 (-0.6) | Mª Isabel Pérez                                       | Valencia C.A.       |
| Récord de los Campeonatos   | Mujeres | 200 m                | 23.03 (+0.5) | María Vicente                                         | Nike Running        |
| Récord de los Campeonatos   | Mujeres | 3000 m obst.         | 9:33.62      | Irene Sánchez-Escribano                               | C.A. Adidas         |
| Récord de los Campeonatos   | Mujeres | Triple               | 14.61 (-0.8) | Ana Peleteiro                                         | C.A. Adidas         |
| Récord de los Campeonatos   | Mujeres | Peso                 | 18,52        | Belén Toimil                                          | Playas de Castellón |
| Récord de los Campeonatos   | Mujeres | Martillo             | 69,69        | Laura Redondo                                         | F.C. Barcelona      |
| Récord de los Campeonatos   | Mujeres | Martillo             | 69,96        | Laura Redondo                                         | F.C. Barcelona      |
| Récord de los Campeonatos   | Mujeres | 4 × 100 m            | 44.01        | Alba Borrero Jaël Bestué Eva Santidrián Cristina Lara | F.C. Barcelona      |
| Mejor marca española sub-23 | Hombres | 110 m vallas         | 13.31 (-2.0) | Asier Martínez                                        | Grupompleo Pamplona |
| Mejor marca española sub-23 | Mujeres | 200 m                | 23.03 (+0.5) | María Vicente                                         | Nike Running        |
| Mejor marca española sub-18 | Mujeres | 100 m                | 11.54 (+1.5) | Elena Guiu                                            | Fraga-Bajo Cinca    |
| Mejor marca española sub-18 | Mujeres | Heptatlón (absoluto) | 5340         | Sofía Cosculluela                                     | A. D. Marathon      |